# Recombinase
As recombinases são enzimas que catalisam a recombinação genética em eucariotas e bactérias. As ADN recombinases são muito utilizadas nos laboratório em organismos pluricelulares para manipular a estrutura dos seus genomas, e para controlar a  expressão genética. Estes enzimas usados em laboratório, derivados de bactérias e fungos, catalisam reacções de permuta de ADN sensível à direção entre curtas sequências de sítios alvo (de 30 a 40  nucleótidos), que são específicas para cada recombinase. Estas reacções permitem realizar quatro módulos funcionais básicos: excisão/inserção, inversão, translocação e intercâmbio de cassete, os quais se utilizam separada ou combinadamente numa ampla gama de configurações para controlar a expressão génica.

## Tipos
Os tipos de recombinases incluem os seguintes:
- recombinase Cre
- recombinase Hin
- recombinase Tre
- recombinase FLP

### Outros artigos
- RAD51